# Terra amara
Terra amara (Bir Zamanlar Çukurova) è un serial televisivo turco trasmesso su ATV dal 13 settembre 2018 al 16 giugno 2022. 
In Italia la serie è andata in onda su Canale 5 dal 4 luglio 2022 all'8 giugno 2024.

## Trama
Il titolo originale tradotto è C'era una volta a Çukurova: la serie è ambientata in Turchia tra gli anni '70 e '80, più precisamente tra Istanbul e la provincia di Adana e narra la storia della bella Züleyha che da semplice sarta, attraverso molte peripezie, arriva a diventare la signora più potente di Çukurova. 

### Prima stagione
Istanbul, 1975. Züleyha Altun è una giovane bella e vivace che lavora come sarta in una delle case di moda più rinomate della città. La ragazza non ha avuto una vita facile e dalla morte dei genitori vive con il fratellastro Vēli, dipendente dal gioco d'azzardo che la maltratta di continuo e sua moglie Gülsüm che invece nutre un affetto sincero per lei e la considera come una sorella. Züleyha ha una relazione con Yılmaz Akkaya che lavora come meccanico nell'officina dell'anziano maestro Ayhan. I due sognano di sposarsi quanto prima e il ragazzo è pronto a chiedere ufficialmente la sua mano essendo disposto addirittura a rapirla qualora la famiglia dovesse negargliela. Sfortunatamente la faccenda si complica quando Vēli, per via degli ingenti debiti di gioco contratti con l'usurario Naĝi e impossibilitato a saldarli a causa delle proprie difficoltà economiche, non trova altra soluzione che vendergli Züleyha come sposa. La ragazza viene così attratta con l'inganno in casa di una donna complice di Naĝi e proprio quando quest'ultimo sta per abusare di lei irrompe Yılmaz, intanto avvisato da Gülsüm, per salvarla. Tra i due nasce una colluttazione che si conclude con l'uccisione per errore di Naĝi. Yılmaz vorrebbe consegnarsi alla giustizia ma il maestro Ayhan gli consiglia di scappare con la sua amata e di non fare più ritorno. 
Così i due lasciano clandestinamente Istanbul e dopo molto peregrinare giungono nella regione di Adana, più precisamente nella piccola città di Çukurova. Qui Yılmaz si rivolge ad un suo vecchio commilitone di guerra, Gaffur, che lavora come capo dei braccianti alla tenuta degli Yaman, una delle famiglie più ricche ed influenti della zona. Gli chiede ospitalità e sebbene in un primo momento sembri disposto ad offrirgliela successivamente tenterà di sabotarlo. Yılmaz e Züleyha, col timore di essere cacciati se scoperti, si presentano come fratello e sorella ed iniziano a lavorare nella tenuta rispettivamente come autista di Demir, capostipite della famiglia e imprenditore di successo e come domestica personale della nonnina Azize, malata di demenza senile. Con Demir vive anche sua madre Hünkar che lo aiuta nella gestione degli affari. La donna, rimasta vedova venti anni prima quando il marito Adnan fu ucciso in un agguato, ha sempre cercato di salvaguardare il buon nome della famiglia e di allontanare il più possibile gli scandali soprattutto tenendo a bada la nipote Şermin, oltremodo pettegola e capace di tutto pur di ottenere denaro e far parlare di sé. Demir ha appena divorziato da Feliza poiché dopo mesi di matrimonio non era riuscita a generare un erede per la famiglia. Dopo un periodo in cui nessuno ha più saputo niente di lei è ritornata in città da sposata con un altro uomo per mostrare a tutti la sua gravidanza. La signora Hünkar è angosciata al pensiero che si possa scoprire la sterilità di suo figlio e farebbe qualsiasi cosa pur di insabbiare il tutto e mantenere inalterato il prestigio degli Yaman. L'occasione le si presenta quando fortuitamente scopre il vero legame che c'è tra Yılmaz e Züleyha e che quest'ultima è incinta; approfittando del fatto che neanche Yılmaz sa nulla della gravidanza e che Demir si è innamorato follemente a prima vista della ragazza, la signora Hünkar denuncia Yılmaz e lo fa arrestare costringendo Züleyha a sposare Demir se vuole che interceda per non farlo condannare alla pena di morte. Züleyha, per amore di Yılmaz e per garantire un futuro agiato a suo figlio è costretta ad accettare e così sposando Demir inizia il suo calvario di sofferenze e vessazioni da parte della suocera che la ricatta, il marito che pretende che il suo amore venga ricambiato e le domestiche della tenuta Saniye, moglie di Gaffur e Fadik che malsopportano l'idea che Züleyha da semplice domestica sia diventata una signora. Gli unici che le staranno accanto saranno soltanto il dottor Sabahattin, marito di Şermin da cui vuole il divorzio e Gülten, sorella di Gaffur, in un primo momento segretamente innamorata di Yılmaz. Intanto quest'ultimo dal carcere, non sapendo chi è stato a denunciarlo, crede che la signora Hünkar si adopererà per farlo uscire al più presto ma quando rivela a Demir il suo amore per Züleyha, quest'ultimo invia un sicario in carcere per eliminarlo. Il ragazzo viene salvato dall'intervento di Alì Rahmet Fekeli, in passato grande signore di Çukurova, in carcere poiché vent'anni prima era stato lui ad uccidere Adnan Yaman. Fekeli lo prende sotto la sua protezione e ne fa il suo figlioccio. Improvvisamente giunge a villa Yaman Vēli che pretende del denaro in cambio del silenzio sulla sua parentela con Züleyha; Hünkar gli elargisce una grande somma per zittirlo ma quando si rifà vivo non esita a farlo uccidere. Dopo alcuni mesi, mentre la gravidanza di Züleyha prosegue, grazie ad un'amnistia Yılmaz e Fekeli escono dal carcere e decidono di ritornare entrambi a Çukurova per risolvere i conti che hanno in sospeso con la famiglia Yaman. Nel frattempo Saniye e Şermin si accordano per far perdere il bambino a Züleyha con un incidente domestico ma ciò che ottengono è soltanto un parto anticipato. Il bambino viene alla luce sano e forte e prende il nome del presunto nonno paterno Adnan. Yılmaz è addolorato dal fatto che in pochi mesi la sua amata Züleyha possa averlo dimenticato a tal punto da sposarsi ed avere un figlio con un altro uomo. Decide perciò di tentare di dimenticarla gettandosi a capofitto negli affari del "padre", che ha acquistato un grande cotonificio con l'intenzione di voler assumere nuovamente un ruolo di primo piano tra gli imprenditori della città. Ciononostante non mette da parte il suo odio per Demir, a suo dire unico colpevole della vicenda, intraprendendo una spietata lotta per prevalere l'uno sull'altro. Intanto Züleyha è combattuta e tenta a più riprese di scappare con suo figlio per raggiungere Yılmaz e raccontargli tutta la verità ma Demir la ricatta portandole via il bambino e le intima che se vuole riaverlo dovrà avere un ultimo incontro con Yılmaz in cui gli dice chiaramente che di lui non ne vuole più sapere. Züleyha è ancora una volta costretta ad accettare per il bene di suo figlio, ma prima di incontrare Yılmaz decide comunque di rivelare tutta la verità in una lettera che gli spedisce. Profondamente addolorato per quanto accaduto, Yılmaz decide che è arrivato il momento di rifarsi una vita e darsi un'altra possibilità in amore; intraprende allora una relazione con la dottoressa Müjgan, ragazza dolce e sensibile appena giunta in città, e la sposa contro il volere dei suoi genitori. Yılmaz e Züleyha si ritrovano dunque intrappolati in due vite diverse ma ancora nel profondo innamorati l'uno dell'altro.

### Seconda stagione
Çukurova, 1976-1977. La lettera che Züleyha aveva spedito a Yılmaz prima del loro ultimo incontro è andata quasi interamente distrutta per varie vicissitudini e Yılmaz riesce a leggerne solo i pochi frammenti rimasti, sufficienti però a comprendere che Züleyha ha sempre continuato ad amarlo e si è sposata con Demir soltanto perché costretta. A questo punto è ancora più determinato a volersi vendicare degli Yaman ma è trattenuto dal matrimonio con Müjgan e dal fatto che Fekeli e la signora Hünkar abbiano rivelato il loro amore iniziato oltre quarant'anni prima, una volta chiarita la dinamica dell'omicidio di Adnan, ovvero che contrariamente a quanto si era sempre pensato fu Fekeli ad essere vittima di un agguato e sparò uccidendolo soltanto per difendersi. Nel frattempo Züleyha, rassegnata all'idea che Yılmaz l'avesse a sua volta voluta dimenticare e rassicurata dopo che Demir aveva salvato il piccolo Adnan in un incidente, decide di dare una possibilità al suo matrimonio e rimane nuovamente incinta; Demir però crede ancora di essere sterile e l'accusa di averlo tradito, salvo poi pentirsi delle sue parole una volta appurato a seguito di nuove analisi di non essere davvero sterile e arrivare giusto in tempo prima che Züleyha, insidiata da Şermin, stesse per abortire. Yilmaz si allea con Çengaver, ex amico di Demir con cui ha tagliato i ponti dopo quest'ultimo aveva accusato sua moglie Nihal di aver rivelato a tutta Çukurova la vera natura del rapporto tra Yılmaz e Züleyha. Insieme riescono ad assicurarsi alcuni importanti affari cercando di escluderlo dal giro degli imprenditori della città ma quando si accordano per eleggere il presidente della camera di commercio, nonostante i magheggi, risulta eletto Hatip Tellidere, imprenditore spietato e truffatore cui unico scopo è quello di voler diventare il nuovo signore locale. Ci prova seminando zizzania tra Demir e Yılmaz ma quando Çengaver si accorge di ciò lo affronta e durante una colluttazione finisce con l'essere ucciso sotto gli occhi di Şermin, divenuta amante di Hatip dopo che Sabahattin l'ha abbandonata. Şermin dichiara falsamente che è stato suo cugino ad uccidere Çengaver e soltanto quando Hünkar la corrompe con del denaro accetta di ritrattare la sua dichiarazione facendo rilasciare Demir. Contemporaneamente anche Müjgan è rimasta incinta, ma una volta scoperto il sentimento che ancora lega suo marito a Züleyha è diventata gelosa ed ossessiva anche perché incitata dalla sua perfida zia Behice. Le due donne si trovano a partorire nello stesso momento ma mentre Züleyha dà alla luce una bambina sana e forte che chiama Leyla, il piccolo Kerem Alì figlio di Müjgan è in pericolo di vita. Fortunatamente il bambino si riprende grazie alle settimane trascorse nell'incubatrice che Züleyha aveva donato all'ospedale tempo prima ma nonostante quest'ultima si sia mostrata accondiscendente vista la situazione, l'odio di Müjgan non fa che aumentare. Arriva in città il cugino di Demir, Ercüment che si rivela un ubriacone intenzionato a spillare denaro. In passato aveva molestato numerose ragazze ma la famiglia aveva sempre insabbiato tutto corrompendo le vittime per evitare scandali. Si mostra interessato a Gülten e quando cerca di violentarla, giunge Yılmaz che lo uccide quando ha già abusato di lei. Demir e Hünkar comprendono la dinamica della situazione e decidono di far ritrovare il cadavere di Ercüment lasciando intendere che sia stato ucciso da alcuni creditori. Züleyha però si incontra in segreto con Yılmaz perché terrorizzata all'idea che Demir possa denunciarlo. Lui la rassicura ma Müjgan, che li osserva da lontano non vista, fraintende la situazione; realizza allora un filmino della scena e lo spedisce a Demir con l'intenzione di fargli aprire gli occhi su chi è davvero sua moglie. Quando Demir lo visiona diventa furioso e tenta di uccidere Züleyha per poi pentirsene e limitandosi a cacciarla di casa; le proibisce di vedere i bambini e lei arriva addirittura a tentare il suicidio in più di un'occasione venendo però salvata prima da Hünkar e successivamente da Fekeli. Stremata dalla situazione e credendo di non poter rivedere mai più i suoi figli, Züleyha irrompe a villa Yaman e spara a bruciapelo a Demir. Dopo tale gesto viene incarcerata e Hünkar inizia a comprendere quante malefatte abbia commesso suo figlio e a pentirsi di aver costretto Züleyha a quella vita di sofferenze. Decide dunque di aiutarla e inimicandosi anche Demir, le fa vedere i bambini ogni volta che può adoperandosi per farla uscire al più presto di prigione. Intanto Müjgan tenta anch'essa il suicidio visto l'evolversi tragico della vicenda ma sua zia Behice la salva prima che sia troppo tardi. A causa di una intossicazione Züleyha finisce in ospedale e imputando a lei tutte le sofferenze della nipote, Behice tenta di ucciderla con una iniezione letale. Fortunatamente però Züleyha la riconosce in volto e pertanto è costretta a scappare non portando a termine il suo piano. Demir finalmente capisce quanto ami sua moglie e sollecitato da sua madre ritira la denuncia contro Züleyha, permettendo così che esca dal carcere per fare ritorno a casa dai bambini. Una volta che Müjgan si è ripresa, per aizzarla nuovamente, Behice scrive una falsa lettera a nome di Züleyha in cui rivelerebbe la paternità del piccolo Adnan che intanto è venuta a galla perché Müjgan aveva ascoltato una conversazione tra Züleyha e Sabahattin in cui lo ribadiva. La dottoressa dunque accecata dall'odio dà appuntamento nel bosco a Züleyha facendosi passare per Yılmaz. Arrivate sul posto Müjgan la minaccia con una pistola e intima a Züleyha di impiccarsi davanti ai suoi occhi cosicché possa inscenare il suo suicidio. Mentre Behice assiste da lontano, tra le due nasce una colluttazione e Züleyha finisce con l'essere colpita da un proiettile. Contemporaneamente Gaffur si incontra con Hatip che lo ricatta per debiti e finisce con l'ucciderlo per errore mentre Şermin assiste da lontano alla scena. 

### Terza stagione
Çukurova, 1977-1978. Züleyha è gravemente ferita e credendola morta, Müjgan e sua zia tornano a casa dal piccolo Kerem Alì volendo avere un alibi davanti al signor Fekeli. Fortunatamente viene ritrovata da Raşit, uomo di fiducia di Hatip, intento a cercare il suo signore. Una volta che si è ripresa, tutti credono che Züleyha abbia tentato nuovamente il suicidio perché vessata da Demir ma in realtà lei ricorda tutto e a questo punto non trova altra soluzione alla vicenda che raccontare davvero la verità a Yılmaz: lo fa giungere in ospedale e finalmente gli rivela che Adnan è suo figlio. Yilmaz è sconvolto dalla notizia e si rende conto che in realtà soltanto lui non era a conoscenza di questa sconcertante verità dato che tutti, perfino suo padre Fekeli quando glielo aveva rivelato la stessa Hünkar, glielo hanno tenuto nascosto. Züleyha rivela anche che sono state Müjgan e sua zia a tentare di ucciderla ma decide di escogitare un piano per volgere a suo favore la faccenda e riuscire a scappare con i bambini. Sfortunatamente però anche Demir scopre ciò e si precipita da Fekeli con l'intento di farsi giustizia da solo. L'alibi di Müjgan si rivela fallace ed è costretta ad ammettere le sue responsabilità mentre Yılmaz si adopera per non farla incarcerare firmando con Demir una dichiarazione in cui è scritta la verità e che verrebbe utilizzata in caso di violazione della tregua tra le due famiglie. Durante una colluttazione però, il piccolo Adnan si ferisce inavvertitamente con una pistola e tutti sono in apprensione per lui. Fortunatamente il bambino riesce a salvarsi ma in città tutti si chiedono perché Yılmaz si sia tanto preoccupato di un bambino con cui apparentemente non ha alcun legame e anzi è figlio del suo peggior nemico. Non potendo più nascondere la verità, Demir decide di rivelare a tutta la cittadinanza che il padre biologico di Adnan è in realtà proprio Yılmaz ma che continuerà a considerarlo come suo erede nonostante tutto. A questo punto la verità che Hünkar si era sempre premurata di nascondere è venuta a galla e dopo tutte le difficoltà trascorse si pente delle sue azioni e dà a Züleyha appoggio incondizionato a vivere la sua storia d'amore con Yılmaz. Contemporaneamente decide di voler vivere appieno anche il suo amore con Fekeli e così i due progettano di sposarsi. Prima di ciò però, considerandola pericolosa, Hünkar investiga sul passato di Behice e scopre che è accusata di aver ucciso i suoi due mariti per ottenerne l'eredità. Quando Hünkar la minaccia di rivelare tali informazioni ai gendarmi qualora non lasci Çukurova con sua nipote, Behice la uccide e tenta di far ricadere la colpa dell'omicidio su Sevda, un tempo amante di Adnan Yaman che Demir considera sua seconda madre e che era in pessimi rapporti con Hünkar. Sevda viene così portata via dai gendarmi proprio durante i funerali di Hünkar davanti a tutta la comunità e perfino Demir arriva a dubitare della sua innocenza. Fortunatamente, grazie ad un testimone scovato da Züleyha, il suo alibi viene riconosciuto e dunque scagionata. La cittadinanza però crede ancora alla sua colpevolezza e viene organizzato un assalto a casa sua con l'intenzione di linciarla pubblicamente; soltanto l'arrivo provvidenziale di Züleyha fa sì che gli animi si plachino. Per salvaguardare la sua incolumità e per farsi perdonare di non averle creduto, Demir le propone di trasferirsi a villa Yaman suscitando l'ira di Saniye che non accetta l'idea che si porti in casa la donna che ha fatto tanto soffrire la signora Hünkar. Contemporaneamente a ciò, arriva in città Fikret, il nipote di Fekeli che aveva vissuto in Germania e sebbene si dimostri affacendato negli affari di famiglia in realtà medita vendetta contro Demir, in quanto egli è un figlio illegittimo di Adnan Yaman e crede che quest'ultimo abbia sedotto sua madre Safiye per poi abbandonarla. Intanto Müjgan tenta di tenere legato a sé Yilmaz fingendo di essere nuovamente incinta; la notizia fa infuriare Züleyha e dato che Yılmaz è sicuro che il bambino non possa essere suo, crede che Fikret abbia iniziato una relazione clandestina con sua moglie. Per questa ragione gli tende una trappola in un luogo isolato e proprio quando sta per ucciderlo, arriva Müjgan che rivela la sua menzogna. Yılmaz la conduce dunque davanti a Züleyha per farle rivelare anche a lei la verità, scatenando la furia di Demir che comprende il rapporto che ancora li lega nonostante tutto. Insofferente a sua moglie, Yılmaz le proibisce di vedere il piccolo Kerem Alì e la caccia di casa insieme a sua zia Behice. Fekeli trova loro una sistemazione in città ma Müjgan non potendo stare senza suo figlio, chiede aiuto a Züleyha per vederlo. Züleyha acconsente ad aiutarla ma Müjgan approfitta della situazione per rapire il piccolo mettendolo in pericolo poiché scappando cade in un fiume. Fortunatamente viene salvato da Züleyha e quando Yılmaz lo scopre è furioso anche con lei. Dopo questo episodio Yılmaz è sempre più determinato ad allontanare sua moglie dal piccolo; progetta dunque di rifarsi una vita altrove con Züleyha e i bambini e crede che Fikret possa sostituirlo adeguatamente sia nel lavoro in fabbrica che nell'attutire il colpo della sua fuga per Fekeli; allo stesso modo Züleyha crede che la presenza di Sevda alla tenuta possa rendere a Demir più sopportabile il suo abbandono. I due allora mettono in atto il loro piano e una notte tentano di scappare per poi essere fermati dai gendarmi, dopo che Müjgan ha scoperto le loro intenzioni e denunciati. Fekeli non perdona questo gesto ad Yılmaz e lo caccia di casa, fino all'arrivo delle lettere che aveva scritto in procinto della partenza dove rivela tutto l'affetto che nutre per lui. Anche a Demir arriva una lettera di Yılmaz in cui gli rinfaccia tutte le malefatte commesse e quanto sia stato crudele nei confronti di sua moglie. Il contenuto della lettera scuote profondamente Demir che con l'aiuto di Sevda, finalmente capisce i suoi errori e acconsente al divorzio con la condizione però che la piccola Leyla rimanga a vivere con lui. Dopo tante reticenze Züleyha accetta e si trasferisce con Yılmaz, il piccolo Adnan e Gülten come domestica in una nuova casa. Sfortunatamente però poco tempo dopo, Yılmaz ha un terribile incidente stradale perché si stava precipitando dal piccolo Kerem Alì credendo che fosse in pericolo. Demir tenta di salvarlo e lo trascina fuori dall'auto distrutta proprio poco prima che esploda. A seguito di tale gesto, Fekeli annuncia davanti a tutta la cittadinanza accorsa che d'ora in avanti considererà Demir come un figlio. In ospedale Yılmaz sembra riprendersi anche se esprime il desiderio di vedere i suoi figli Adnan e Kerem Alì un'ultima volta; chiede anche di vedere Demir che ringrazia per il suo gesto, lo perdona per tutto il male fatto in passato e gli affida la sua famiglia in caso non dovesse farcela. Purtroppo però Yılmaz peggiora improvvisamente e muore sotto gli occhi di Züleyha che è distrutta dal dolore. Dato che non aveva ancora ufficialmente divorziato, Müjgan risulta come sua vedova e Behice progetta di intascarsi l'eredità. Sfortunatamente però si scopre che prima di morire, allo scopo di avere molto denaro a disposizione per la fuga, Yılmaz aveva venduto tutte le sue proprietà ad Hünkar e ora quel denaro risulta scomparso. Müjgan e sua zia credono che lo abbia Züleyha ma in realtà neanche lei ne conosce l'ubicazione. 
Dopo la morte di Yılmaz, Züleyha è riconoscente a Demir per aver tentato di salvargli la vita e torna a vivere a villa Yaman iniziando ad occuparsi in prima persona degli affari della tenuta come era solita fare la defunta suocera. Durante la festa per il compleanno del piccolo Adnan, Demir fa cambiare il nome di suo figlio in Adnan Yılmaz e dona un terreno ad una fondazione benefica con lo scopo di intitolarla alla memoria di Yılmaz. Durante gli scavi per la costruzione, si scopre che proprio lì era sepolto il denaro di Yılmaz che però ora appartiene alla fondazione in quanto ritrovato in un suo terreno. Behice è furiosa per questa notizia ed è sempre più messa alle strette, in quanto Züleyha ha incaricato personalmente un suo vecchio conoscente di Istanbul di indagare sul suo conto. Le prove che raccoglie sono le stesse che aveva trovato Hünkar e quando Züleyha le mostra davanti a tutti, Behice scappa con l'auto di sua nipote dopo aver rubato dei soldi in casa di Saniye e Gaffur. Alla fine però viene braccata e non trovando altra via di scampo, dopo aver confessato l'omicidio di Hünkar e dei suoi mariti, si suicida gettandosi in un dirupo sotto gli occhi di Züleyha, Fekeli, Demir, Müjgan, Fikret e Şermin. Dopo la morte di sua zia, Müjgan si vergogna profondamente delle nefandezze commesse dalla parente ma nonostante ciò Fekeli la fa tornare a vivere in casa sua. L'unico che le starà accanto in questo momento sarà Fikret che con il tempo inizierà a provare dei sentimenti per lei. Giunge in città il nuovo primario dell'ospedale, la dottoressa Ümit Kahraman che fin da subito entra in confidenza con Demir. In realtà è in combutta con Fikret nel suo piano di vendicarsi degli Yaman e il suo intento è quello di sedurlo. Demir crede che Züleyha non lo amerà mai perché legata al ricordo di Yılmaz e dunque cede alle lusinghe di Ümit, non sapendo che contemporaneamente Züleyha, spinta da Şevda, stava riconsiderando il suo rapporto con lui rendendosi conto di essersi innamorata. Anche Ümit si lascia trasportare dalle parole di Demir e a sua volta viene sedotta, credendo che divorzierà e potranno vivere felici insieme. Quando però Züleyha ha un incidente nel bosco e risulta scomparsa, Demir si prodiga nel cercarla e soccorrerla amorevolmente una volta trovata. Si rende conto dunque che ha sempre amato sua moglie e quando Züleyha si riprende, i due si confessano i reciproci sentimenti promettendo di darsi una possibilità. Ümit è devastata e si sente usata meditando vendetta contro Demir, mentre Fikret mette in atto il suo piano prima tappezzando la città con delle lettere minatorie che Adnan inviava a sua madre per costringerla a non rivelare di avere avuto un figlio da lui e successivamente sabotando alcuni trasporti dell'azienda Yaman. Fekeli capisce che dietro tutto questo c'è suo nipote e come unica soluzione per farlo tornare in sé, si reca a Smirne per convincere la zia Lütfiye a venire a Çukurova. La donna acconsente e una volta arrivata mostra al nipote delle lettere che sua madre Safiye le aveva inviato anni prima, in cui confessa i suoi sentimenti per Adnan Yaman; Fikret dunque capisce che la loro fu una relazione consensuale e che non è frutto di una violenza come aveva sempre pensato. Züleyha ruba una di queste lettere per mostrarla a Demir e convincerlo dell'idea che possa avere un fratello illegittimo, ma quest'ultimo ne fa realizzare dei manifesti che appende in città per salvaguardare il buon nome della famiglia. Intanto Ümit, per far scoprire a Züleyha della sua relazione con Demir, lascia nella sua auto un suo bracciale con la complicità di Müjgan. Demir inventa però una scusa e Züleyha gli crede. Sevda si accorge della relazione tra Demir e Ümit e minaccia quest'ultima di farsi da parte. Fikret finge di lasciare la città per tranquillizzare Fekeli e Lütfiye ma in realtà si nasconde da Ümit che finge di stare per suicidarsi per far accorrere Demir. Quest'ultimo giunge da lei e si fa convincere a giacere con lei un'ultima volta mentre Fikret li fotografa in intimità e spedisce le foto a villa Yaman in modo che Züleyha le veda. A riceverle è però Sevda che si precipita in ospedale volendo avere delle spiegazioni da Ümit che le confessa in realtà di essere sua figlia, abbandonata tanti anni prima. Sevda è sconcertata dalla notizia e ha un infarto; una volta ripresa tenta di spiegare a sua figlia che in realtà non l'abbandonò ma la portarono via da lei, ma Ümit non le crede. Per far uscire allo scoperto Fikret, Demir e Fekeli attuano un piano in cui fingono un agguato ai danni di quest'ultimo che riesce in quanto Fikret torna a casa per sapere delle condizioni di salute dello zio. Intanto Züleyha rimane nuovamente incinta ma sfortunatamente perde il bambino in un incidente stradale venendo soccorsa da Ümit che stava andando proprio da lei con l'intenzione di rivelarle la verità sul rapporto tra lei e suo marito. Sevda tenta a più riprese di far ragionare sua figlia anche raccontandole della sua vita da eterna amante di Adnan Yaman, ma Ümit non vuole sentire ragioni e le dice che se davvero vuole avere un rapporto con lei, dovrà fare in modo che Demir lasci sua moglie. Pur di non perdere la figlia appena ritrovata, Sevda acconsente e attraverso piccoli gesti quotidiani cerca di mettere l'uno contro l'altra Züleyha e Demir, con lo scopo di incrinare il loro rapporto e farli separare. Una notte dei banditi assaltano villa Yaman e Sevda ne uccide uno che stava rapendo il piccolo Adnan; per impedire che vada in prigione, Züleyha la convince ad occultare il cadavere non sapendo di essere spiate dal bracciante Ĵumali. Nel frattempo Müjgan viene a sapere la verità sul piano di Ümit e Fikret e sentendosi profondamente tradita, decide di lasciarlo e trasferirsi a Istanbul con il piccolo Kerem Alì; prima di farlo però decide di avere un ultimo incontro con Züleyha in cui le rivela il tradimento di Demir. Züleyha è sconvolta e decide di prendere i bambini e partire. Fikret ha una violenta discussione con Ümit a seguito della quale quest'ultima cade dalle scale; credendo sia morta scappa e dell'incidente viene accusato Demir. Purtroppo l'aereo diretto a Istanbul su cui viaggiava Müjgan si schianta e lei è tra le vittime. Fikret è distrutto dal dolore e si rende conto che il suo piano di vendetta è fallito e ha arrecato soltanto sciagure sulla sua famiglia. Decide dunque di testimoniare davanti ai gendarmi e in questo modo fa scarcerare Demir che si mette sulle tracce della moglie. Sevda riceve una lettera minatoria anonima, in realtà ad opera di Ĵumali, che la ricatta circa l'omicidio commesso la notte in cui assaltarono la villa e dunque lei è costretta a rivolgersi a Züleyha che torna a casa per aiutarla. Le due riescono a spostare il corpo e così quando i gendarmi scavano nel luogo indicato da una denuncia anonima non trovano nulla e la segnalazione si rivela infondata. Una volta tornata, Züleyha decide di restare per il bene dei bambini mentre Demir si infuria con lei perché prima di andarsene ha venduto le quote dell'azienda a un acquirente sconosciuto. Credendo si tratti di un prestanome di Fikret, Demir vorrebbe riacquistarle ma egli assicura di non avere niente a che vedere in questa storia. Sempre più ossessionata da Demir, Ümit pur di averlo arriva a fingere di essere incinta. Demir non vuole saperne di avere un figlio da lei e la fa rapire con lo scopo di costringerla ad abortire. Sevda riesce a far scappare sua figlia, ma quando quest'ultima minaccia nuovamente Demir, egli si presenta da lei intenzionato a farla finita con lei una volta per tutte. Fortunatamente l'arrivo di Züleyha impedisce la tragedia e alla fine decide di perdonarlo. Approfittando del trambusto a villa Yaman, Şermin si introduce nella stanza di Sevda dove scopre sul suo documento d'identità che il suo vero nome è Fatma, lo stesso della madre di Ümit. Scopre inoltre che il primo nome di Ümit è Ayla che è lo stesso che aveva sentito pronunciare a Sevda origliandola. Capisce allora che le due sono madre e figlia e lo rivela a Demir che credendo che fossero complici fin dall'inizio, la caccia di casa in malo modo. Ümit non si arrende e tende una trappola a Demir facendogli credere che se le elargisce una somma di denaro se ne andrà con la madre. Demir le crede e si presenta all'appuntamento ma in realtà lo scopo di Ümit è quello di ucciderlo; tenta perciò di sparargli ma Sevda si frappone tra lui e il proiettile finendo per essere colpita e morire sul colpo. Ümit fugge mentre Demir non ha altra scelta che occultare il cadavere per fare in modo di non essere accusato dell'omicidio. Nonostante ciò Ümit si ripresenta a villa Yaman con l'intenzione di ricattare ancora Demir e minacciando di denunciarlo ai gendarmi per la morte della madre, lo costringe a farla vivere lì. Per evitare problemi, ad accoglierla in casa sono Şermin e sua figlia Betül, appena ritornata dopo aver completato i suoi studi a Parigi, e che si dimostra perfida quanto sua madre in quanto sparge per la città le foto di Demir e Ümit in intimità. Intanto dopo la morte di Müjgan, suo fratello dall'America avanza pretese per la custodia di Kerem Alì e intraprende una causa legale per ottenere la custodia del piccolo. Fekeli si accorda con l'avvocato per corromperlo con una somma di denaro ma durante il viaggio per andare a concludere la trattativa, per errore investe e uccide un certo Erkan Gümüşoğlu. In un primo momento è Çetin, suo uomo di fiducia e marito di Gülten a prendersi la colpa ma successivamente, non potendo sopportare che un innocente paghi al posto suo, Fekeli si costituisce. Fikret si reca nella città natia del defunto per le esequie ma ascolta il fratello del defunto, Hakan, avanzare l'ipotesi che sia stato Demir a commissionare l'omicidio e metidare vendetta per qualche oscura ragione. Fikret torna a Çukurova e informato Demir, i due si impegnano a contrastare qualsiasi possibile attacco. Hakan arriva a far rapire la piccola Leyla per un breve tempo, allo scopo di dimostrare a Demir di cosa è capace. Dopo averla ritrovata grazie a Fikret, Demir gli è grato e lo riconosce come suo legittimo fratello davanti a tutti, ammettendo altresì le nefandezze commesse dal padre. Proprio in quei momenti però, il corpo di Sevda viene ritrovato da alcuni cacciatori e subito ad essere accusato dell'omicidio è Demir, in quanto era stato visto minacciarla pubblicamente. Dato che l'unica che potrebbe scagionarlo è Ümit, Demir decide di evadere dal carcere con la complicità di Fikret e Çetin. Il piano riesce e Demir ritorna a casa con l'intento di organizzare una partenza e rifugiarsi in Siria con Züleyha e i bambini. Mentre stanno organizzando la fuga però, dei misteriosi assalitori fanno irruzione alla villa. Al termine dello scontro a fuoco sembrano stare tutti bene, ma Demir risulta improvvisamente scomparso.

### Quarta stagione
Çukurova, 1979-1980. Villa Yaman è in subbuglio per l'assalto appena avvenuto ma l'unica ferita risulta essere la piccola Üzüm, figlia adottiva di Gaffur e Saniye. Züleyha e Fikret credono che Demir sia stato rapito dagli assalitori e dunque iniziano ad investigare in tal senso. In realtà l'assalto è stato ordito da Abdülkadir Keskin, socio del defunto Erkan, per vendicare la sua morte, ma che ha attuato il piano senza coinvolgere l'altro socio e fratello di Erkan, Hakan, che si infuria quando viene a sapere che è rimasta ferita una bambina e che Demir sia scomparso. Hakan nutre astio nei confronti di Demir poiché anni prima i due erano in affari insieme e Demir l'aveva lasciato sull'astrico sommerso dai debiti. Inoltre Demir era legato sentimentalmente all'altra sorella Hülya e l'aveva abbandonata per sposare quella che poi sarebbe diventata la prima moglie Feliza. La ragazza, sentendosi profondamente tradita, decise di lanciarsi nel vuoto per suicidarsi ma purtroppo rimase permanentemente invalida. Così Abdülkadir e Hakan si trasferiscono a Çukurova con l'intenzione di vendicarsi non sapendo però neanche loro cosa ne sia stato di Demir. Hakan si è già infiltrato nell'azienda Yaman con la falsa identità di Mehmet Kara, acquisendo le quote che Züleyha vendette quando scappò con i bambini. Abdülkadir apre un'autorimessa e stringe un'alleanza con Betül che in virtù del suo ruolo di responsabile dovrà informarlo di tutto ciò che accade in azienda e che con il tempo inizierà a nutrire dei sentimenti per lei. Nel frattempo Ümit non crede alla versione della scomparsa e ipotizza che Demir sia scappato all'estero per preparare il terreno ad una futura fuga di sua moglie e dei bambini che starebbero aspettando il momento giusto per raggiungerlo; così Ümit rapisce il piccolo Adnan con la complicità del bracciante Ĵumali e ricatta Züleyha che se vorrà riabbracciarlo dovrà indicargli dove si trova Demir. Stremata dalla situazione, Züleyha si reca all'appuntamento armata di pistola e durante una colluttazione inavvertitamente finisce col colpire Ümit che muore sul colpo. Züleyha scopre così che in realtà non era incinta e che stava fingendo per tenere legato a sé Demir. Scappa via sconcertata con il piccolo Adnan, non sapendo che a spiare il tutto c'era Hakan/Mehmet che porta via il cadavere di Ümit e l'arma del delitto. Quando Züleyha torna sul luogo del crimine con Fekeli e Fikret, non trovando nulla crede che Ümit sia sopravvissuta e riuscita a scappare ma in realtà Betül, che ha origliato la loro conversazione, ha riferito il tutto ad Abdülkadir che vorrebbe far incriminare Züleyha per l'omicidio in modo da far uscire allo scoperto il marito. Hakan lo convince che la propria vendetta è rivolta esclusivamente nei confronti di Demir e sistemando il cadavere in un auto che fa precipitare da un dirupo, fa credere che Ümit sia morta in un fatale incidente, conservando però al sicuro l'arma del delitto. Il bracciante Ĵumali, che si era proclamato falsamente vero padre di Üzüm, viene scoperto e assicurato alla giustizia mentre la piccola si riprende e può tornare a casa.   Hakan/Mehmet si avvicina sempre più a Züleyha, per la quale inizia a provare dei sentimenti, scatenando l'ira di Fikret che a sua volta si sta innamorando della cognata nonostante la zia Lütfiye cerchi di farlo desistere. Durante una cena aziendale, Fekeli trovandosi a parlare, racconta della morte di Erkan Gümüşoğlu non sapendo di avere davanti il fratello del defunto in cerca di vendetta; Fekeli nel spiegare l'incidente convince Hakan/Mehmet che si sia trattato di una fatalità e ancora una volta ferma i piani di Abdülkadir che aveva già intenzione di uccidere Fekeli manomettendo i freni della sua auto. Improvvisamente a villa Yaman arriva un pacco proveniente dalla Siria con all'interno l'anello di Demir e una lettera di suo pugno in cui rassicura di stare bene e che presto potrà rivelare maggiori dettagli; qualcosa però non torna e così Fikret e Çetin partono per la Siria con l'intenzione di appurare se davvero Demir si trovi lì ma al loro arrivo scoprono che in realtà non è mai arrivato dal loro contatto in comune e che dunque si tratta di un raggiro. Dopo il viaggio del nipote, Fekeli inizia a nutrire dubbi su Mehmet e Abdülkadir e così si reca a Isparta, città dalla quale hanno affermato di prevenire, per appurare la loro vera origine; qui però Fekeli viene a conoscenza della verità, ovvero che in realtà Mehmet è Hakan Gümüşoğlu e Abdülkadir suo complice. Quest'ultimo riesce ad intercettarlo e per impedire che riveli a tutti ciò che ha scoperto, lo fa uccidere da un suo uomo di fiducia inscenando una morte naturale prima che possa ritornare a Çukurova. Tutta la cittadinanza è afflitta per la morte di Fekeli e Fikret, amareggiato anche dalla distanza sempre maggiore che c'è fra lui e Züleyha, trova consolazione tra le braccia di Betül che ha messo gli occhi sul patrimonio che ora gli spetta in quanto unico erede; Fikret dunque giace con lei ma non vorrebbe instaurare una relazione, salvo poi essere costretto a farlo per mettere a tacere i pettegolezzi sul suo conto e spinto dalla zia Lütfiye che non vuole che si infanghi il nome del nipote. Nel frattempo si presenta a villa Yaman una donna che pretende da Züleyha il pagamento di una rendita mensile che era solito versare Demir per occultare la triste vicenda di Hülya; Züleyha è sconvolta nel venire a conoscenza delle nefandezze commesse dal marito e decide pertanto di ripudiarlo pubblicamente nonostante la sua scomparsa. Mehmet si dimostra molto cordiale con Züleyha e la supporta accantonando momentaneamente il proprio piano di vendetta a causa dei sentimenti che prova. Ciò fa infuriare Abdülkadir che per far incriminare Züleyha, decide anonimamente di mettersi in contatto con il padre della dottoressa Ümit per informarlo che sua figlia non è morta in un incidente come si crede. Fortunatamente il piano va a monte perché sull'arma del delitto vengono ritrovate le impronte di Demir essendo la pistola di sua proprietà che dunque viene incriminato in contumacia mentre Züleyha viene scagionata. Betül intanto inizia a sottrarre indebitamente ingenti somme di denaro dalle casse dell'azienda che sua madre Şermin dilapida senza badare alle raccomandazioni della figlia. Queste appropriazioni, insieme ad alcuni sabotaggi messi in atto da Abdülkadir, fanno in modo che l'azienda vada in crisi e che Züleyha trovandosi in difficoltà sia costretta a svendere alcune proprietà. Fikret vorrebbe aiutarla e si precipita ad Ankara per procurarsi il denaro necessario ma al suo ritorno scopre che Züleyha ha già accettato l'aiuto di Mehmet vendendogli altre quote. Züleyha intende vederci chiaro sulla faccenda e inizia a investigare sul conto di Betül ma le sue indagini vengono però bruscamente interrotte quando degli operai che stanno per demolire un vecchio rudere, ritrovano al suo interno in una cella frigorifera il cadavere di Demir; ad ucciderlo in realtà furono gli uomini di Abdülkadir lo stesso giorno dell'assalto alla villa ma egli volle insabbiare il tutto facendo credere che fosse ancora vivo con i messaggi inviati alla famiglia per avere il pretesto di continuare i suoi loschi affari a Çukurova. Per frenare l'ira di Hakan, Abdülkadir dà la colpa dell'omicidio ad un suo uomo di fiducia che non esita ad uccidere dopo averlo ingannato. Successivamente giunge in città Vahap, il fratello psicopatico di Abdülkadir, appena uscito da una clinica psichiatrica che si dimostra fin da subito irascibile e incontrollabile, tanto che una sera arriva a minacciare di morte un operaio dell'autorimessa complice nelle attività illecite di Abdülkadir, che volendosi vendicare per il trattamento riservatogli, chiama villa Yaman comunicando a Lütfiye che Fekeli non è morto in maniera naturale ma è stato ucciso proprio da Abdülkadir, prima di essere ucciso a sua volta da Vahap sopraggiunto per fermarlo. Lütfiye è sconvolta da questa notizia e e si confida con Betül che ritiene una persona di fiducia data la frequentazione col nipote, per scoprire insieme la verità non sapendo che quest'ultima informa Abdülkadir che minaccia Lütfiye sull'incolumità del nipote in modo da farla tacere. Mehmet è sempre più innamorato di Züleyha e quest'ultima sembra ricambiare i suoi sentimenti, volendosi dare un'altra possibilità in amore. Tale relazione è vista con diffidenza da Abdülkadir e Vahap perché credono che una volta sposato Hakan metta definitivamente da parte i loro piani di defraudare gli Yaman. Così Vahap organizza un attentato durante la proposta di matrimonio di Hakan e spara a Züleyha ferendo gravemente. Fortunatamente dopo un delicato intervento riesce a rimettersi e una volta ristabilita torna ad occuparsi degli affari. Hakan sospetta che dietro l'attentato ci sia Vahap ma non ha prove su cui contare perché Abdülkadir ha prima corrotto uno scagnozzo affinché si prendesse la responsabilità e poi lo ha avvelenato in carcere prima che potesse parlare per rivelare la verità. Züleyha scopre che un terreno di sua proprietà è stato venduto da Betül e comprende dunque che la crisi dell'azienda si è verificata per sua responsabilità; così lei e sua madre vengono cacciate di casa e Şermin inizia a diffamare pubblicamente la propria famiglia, attirando l'ira di Fikret che decide di abbandonare Betül ad un passo dal matrimonio. Finalmente Züleyha può concentrarsi sulla sua storia d'amore con Hakan ma mentre sta organizzando le nozze, Lütfiye la informa del ricatto di Abdülkadir nei suoi confronti in merito alla morte di Fekeli. Fikret si trova per caso ad origliare e comprende che ad uccidere suo zio è stato proprio Abdülkadir che rinchiude in una baita cercando di bruciarlo vivo. Il piano non riesce e Fikret minaccia Vahap per ottenere informazioni su Mehmet; lui cede e così Fikret insieme a Çetin partono alla volta del Libano per scoprire cosa nasconde. Giunti sul posto riescono a scoprire la sua vera identità e che in realtà Hakan sia un agente segreto che lavora per un'agenzia internazionale che combatte la criminalità organizzata ma a causa dell'improvviso scoppio nel paese della guerra civile, sono impossibilitati a tornare in patria. Züleyha ne viene a conoscenza e chiede a Mehmet di recarsi lì per salvarli; Mehmet riesce nell'intento dopo aver chiesto aiuto ai propri superiori e Fikret per sdebitarsi decide di non rivelare a Züleyha ciò che lui e Çetin hanno scoperto sul suo conto. Vahap viene cacciato dal fratello per aver collaborato con Fikret e decide di andare a lavorare al soldo di Haşmet Çolak, un vecchio proprietario terriero appena uscito di prigione che pretende di prevalere sugli altri imprenditori della città e reclama le terre in possesso di Züleyha poiché a suo dire gli apparterrebbero e gli sarebbero state indebitamente sottratte. Çolak mette in atto una serie di intimidazioni come sottrarre il raccolto degli Yaman e nel tentativo di fuggire investire e uccidere per errore Saniye e Gülten, per poi distruggere le baracche dove alloggiano i braccianti ma per fortuna viene fermato da Fikret e Hakan/Mehmet che per la prima volta si sono alleati con l'intenzione di contrastarlo. Züleyha si appresta nuovamente ad organizzare le proprie nozze con Mehmet ma proprio il giorno del matrimonio, Lütfiye per caso trova in casa del nipote un ritaglio di giornale che aveva portato con sé dal Libano in cui è riportato che la vera identità di Mehmet Kara è quella di Hakan Gümüşoğlu. A questo punto Züleyha è furiosa sia nei confronti di Hakan che Fikret poiché entrambi le hanno tenuto nascosta la verità e decide pertanto di annullare le nozze e delegare tutte le sue mansioni in azienda per non avere più nulla a che fare con loro. Sfortunatamente poco tempo dopo Züleyha si ritrova nuovamente in difficoltà economiche a causa di conti non saldati da Betül e per aiutarla Hakan le offre indietro le proprie quote mentre Fikret vorrebbe elargirle una somma di denaro, ma si trova impossibilitato a farlo perché si è rifatto vivo il fratello della defunta Müjgan che pretende una somma di denaro in cambio della custodia del piccolo Kerem Alì. Per fortuna si scopre essere un impostore e una volta assicurato alla giustizia grazie ad Hakan, Fikret viene nominato unico tutore legale del bambino. Di lì a poco Fikret subisce un grave incidente causato da Çolak e necessitando di un delicato intervento, Hakan rintraccia un luminare del settore per operarlo a costo di sborsare una cifra esorbitante. Fikret riesce a riprendersi grazie a ciò e Züleyha, colpita dalla bontà dimostrata da Hakan, decide di mettere da parte il risentimento nei suoi confronti e riprendere la relazione con lui. Betül intanto cerca di sedurre Çolak, volendolo sposare per ucciderlo poco dopo il matrimonio e intascarsi il suo patrimonio; lui finge di assecondarla e dopo aver combinato una finta cerimonia di nozze la fa rinchiudere. Şermin è disperata per la sorte che potrebbe toccare alla figlia e decide pertanto di chiedere aiuto a Züleyha nonostante tutto; lei accetta e irrompe a villa Çolak con un manipolo di uomini pe trarla in salvo. Nonostante l'eroico gesto, Betül e Şermin non mettono da parte il loro rancore e anzi si dimostrano sempre più agguerrite nell'affermare pubblicamente che Züleyha è un'usurpatrice e che la fortuna degli Yaman in realtà spetta a loro. Züleyha e Çolak decidono allora di stringere un'alleanza per far sì che le due vengano smascherate; così organizzano un finto attentato ai danni di Çolak e credendo che sia morto,  Betül si presenta come sua vedova per poi scoprire che in realtà le nozze erano una messa in scena e venir sbeffeggiate da tutta la cittadinanza. A questo punto Betül e Şermin non hanno altra scelta che rifugiarsi da Vahap che però tratta Şermin come una serva mentre Betül inizia a pianificare l'uccisione di Züleyha come unico mezzo di risoluzione della faccenda. Çolak organizza a sua volta un attentato dinamitardo in cui far perire Hakan ma il piano fallisce e uccidendo il sicario che aveva incaricato, viene scoperto e nuovamente incarcerato. Si celebrano finalmente le nozze tra Hakan e Züleyha che ha posto la condizione al marito di non avere più alcun tipo di rapporto con Abdülkadir, ricercato per la morte di Fekeli. Hakan le promette che non avrà più niente a che fare con lui ma in realtà di nascosto gli fornisce viveri e aiuto per fuggire all'estero. Nel frattempo Fikret ha conosciuto Zeynep, una giovane insegnante appena ritornata in città con cui ha intrapreso una relazione su consiglio della zia Lütfiye e di Çetin. Züleyha scopre che il marito sta continuando a frequentare Abdülkadir e decide definitivamente di lasciarlo denunciando il tutto ai gendarmi; proprio quando Hakan si presenta a villa Yaman per spiegarle la situazione, si presenta anche Betül che spara a bruciapelo con l'intenzione di colpire Züleyha ma finendo per colpire Hakan che muore poco dopo. Betül non ha altra scelta che darsi alla fuga insieme ad Abdülkadir, abbandonando la madre al proprio destino. I due riescono a scappare ma una volta giunti in un luogo remoto, Betül si tradisce chiamando al telefono Şermin per tranquillizzarla, facendo in modo che vengano rintracciati e catturati. Ora che Betül e Abdülkadir sono stati assicurati alla giustizia, Fikret e Zeynep decidono di sposarsi con una cerimonia a villa Yaman durante la quale però si presenta improvvisamente Vahap con l'intenzione di farsi esplodere se non rilasceranno suo fratello. Per fortuna la bomba si rivela inesistente e una volta che anche Vahap viene portato via dai gendarmi, la cerimonia può proseguire mostrando nel corso del tempo come hanno vissuto tutti i protagonisti: 
Züleyha non si è più risposata e ha continuato ad occuparsi degli affari personalmente e ha devoluto l'intero patrimonio del defunto marito Hakan alla cittadinanza permettendo la costruzione di opere pubbliche, associazioni benefiche e un miglioramento della condizione economica di tutti gli abitanti di Çukurova; la piccola Leyla ha studiato ingegneria meccanica a Berlino per poi una volta ritornata in Turchia occuparsi dell'azienda di famiglia e sposarsi con un tale Mustafà dal quale ha avuto un figlio chiamato Demir; Fikret e Zeynep hanno avuto una figlia chiamata Müjgan  che insieme a Kerem Alì hanno reso il cotonificio Fekeli uno dei più importanti della regione; Çetin ha continuato a lavorare per Fikret conoscendo una maestra di musica di nome Ayşe con la quale ha avuto una figlia chiamata Gülten; Gaffur si è sposato con una certa Gülsüm adottando come suo figlio il piccolo Mehmet Alì che è diventato un importante architetto e convivendo con lei fino alla morte; la piccola Üzüm ha potuto studiare medicina in America grazie ad una borsa di studio intitolata alla memoria di Hünkar Yaman ed è diventata primario di pediatria in una clinica di Chicago; Lütfiye è stata eletta per due volte sindaco di Çukurova e successivamente ha ricoperto l'incarico di ministro dell'agricoltura fino alla morte; Fadik e Raşit si sono sposati e hanno avuto un figlio di nome Kenan, divenuto ufficiale dell'esercito e una figlia di nome Feliza divenuta avvocato; Şermin ottenne il lavoro da spazzina mendicando per il resto della sua vita fino alla morte sopraggiunta per infarto; Betül è stata condannata all'ergastolo per l'omicidio di Hakan Gümüşoğlu ma dopo aver scontato ventiquattro anni di carcere è stata rilasciata e nessuno ha più saputo nulla di lei; Çolak sviluppò il diabete in carcere e morì aspettando di essere rilasciato per le problematiche di salute di cui era afflitto; Abdülkadir fu condannato per l'omicidio di Alì Rahmet Fekeli alla pena di morte, poi commutata in ergastolo, ma morì ferito durante una rissa tra detenuti; Vahap fu rinchiuso in un ospedale psichiatrico e morì cadendo dal tetto mentre tentava di evadere; la nonnina Azize divenne la persona più longeva della Turchia e visse con la sua famiglia fino alla morte all'età di centonove anni e infine Adnan Yılmaz ha studiato cinema in Inghilterra, lavorando anni alla realizzazione di una serie televisiva sulla storia della sua famiglia e di sua madre Züleyha che ha vinto il Festival del Cinema di Berlino col titolo di "Terra amara".

## Puntate
In Turchia la serie è andata in onda in prima serata su ATV dal 13 settembre 2018 al 16 giugno 2022: la prima stagione è stata trasmessa dal 13 settembre 2018 al 30 maggio 2019; la seconda stagione è stata trasmessa dal 19 settembre 2019 al 9 aprile 2020; la terza stagione è stata trasmessa dal 17 settembre 2020 al 24 giugno 2021; mentre la quarta e ultima stagione è stata trasmessa dal 9 settembre 2021 al 16 giugno 2022.
In Italia la serie è andata in onda su Canale 5 sia in day-time che in prima serata dal 4 luglio 2022 all'8 giugno 2024; la prima stagione è stata suddivisa in due parti: la prima parte è stata trasmessa dal 4 luglio al 16 settembre 2022 e la seconda parte dal 14 novembre 2022 al 18 febbraio 2023; la seconda stagione è stata trasmessa dal 20 febbraio al 27 giugno 2023; la terza stagione è stata trasmessa dal 28 giugno al 21 dicembre 2023; mentre la quarta e ultima stagione è andata in onda dal 22 dicembre 2023 all'8 giugno 2024. 
| Stagione         | Episodi | Episodi | Prima TV  | Prima TV  |
| Stagione         | Turchia | Italia  | Turchia   | Italia    |
| ---------------- | ------- | ------- | --------- | --------- |
| Prima stagione   | 35      | 156     | 2018-2019 | 2022-2023 |
| Seconda stagione | 28      | 148     | 2019-2020 | 2023      |
| Terza stagione   | 39      | 197     | 2020-2021 | 2023      |
| Quarta stagione  | 39      | 166     | 2021-2022 | 2023-2024 |

## Personaggi e interpreti

### Personaggi principali
- Züleyha Altun, ved. Yaman e Gümüşoğlu (puntate 1-667), interpretata da Hilal Altınbilek, doppiata da Alessandra Bellini.
- Yılmaz Akkaya † (puntate 1-385), interpretato da Uğur Güneş, doppiato da Daniele Raffaeli.
- Demir Yaman † (puntate 1-501), interpretato da Murat Ünalmış, doppiato da Francesco De Francesco.
- Hünkar Saraçoğlu, ved. Yaman † (puntate 2-345), interpretata da Vahide Perçin, doppiata da Daniela Abbruzzese.
- Ali Rahmet Fekeli † (puntate 19-520), interpretato da Kerem Alışık, doppiato da Davide Marzi.
- Müjgan Hekimoğlu, ved. Akkaya † (puntate 58-475), interpretata da Melike İpek Yalova, doppiata da Giulia Santilli.
- Fikret Yaman, nato Fekeli (puntate 310-667), interpretato da Furkan Palalı, doppiato da Emanuele Puppio.
- Hakan Gümüşoğlu / Mehmet Kara † (puntate 502-664), interpretato da İbrahim Çelikkol, doppiato da Marco Vivio.
- Gaffur Taşkın (puntate 1-667), interpretato da Bülent Polat, doppiato da Emilio Mauro Barchiesi.
- Saniye Taşkın † (puntate 2-450, 476-582), interpretata da Selin Yeninci, doppiata da Monica Vulcano.
- Gülten Taşkın, in Ciğerci † (puntate 2-583), interpretata da Selin Genç, doppiata da Alice Venditti.
- Çetin Ciğerci (puntate 22-667), interpretato da Aras Şenol, doppiato da Gabriele Pellicanò.
- Üzüm Taşkın nata Töküm (puntate 196-667), interpretata da Neva Pekuz, doppiata da Giada Borgazzi.
- Azize Cosçoĝlu "Nonnina", ved.Saraçoğlu (puntate 2-667), interpretato da Serpil Tamur, doppiata da Mirta Pepe.
- Şermin Yaman (puntate 2-667), interpretata da Sibel Taşçıoğlu, doppiata da Valentina De Marchi.
- Sabahattin Arcan (puntate 2-316), interpretato da Turgay Aydın, doppiato da Nicola Marcucci.
- Betül Arcan (puntate 481-667), interpretata da İlayda Çevik, doppiata da Irene Trotta.
- Fadik Kaya (puntate 2-667), interpretata da Polen Emre, doppiata da Jessica Bologna.
- Raşit Kaya (puntate 184-667), interpretato da Şahin Vural, doppiato da Alessio Buccolini.
- Cevriye Kaya (puntate 588-667), interpretata da Irmak Aydın.
- Behice Hekimoğlu, ved. Quaduroğlu e Kälendâr † (puntate 170-416), interpretata da Esra Dermancıoğlu, doppiata da Antonella Rinaldi.
- Lütfiye Duman, ved. Fekeli (puntate 432-667), interpretata da Hülya Darcan, doppiata da Antonella Giannini.
- Sevda Çağlayan / Fatma Özden † (puntate 306-492), interpretata da Nazan Kesal, doppiata da Emanuela Baroni.
- Ayla Ümit Kahraman † (puntate 390-506), interpretata da Hande Soral, doppiata da Veronica Puccio.
- Abdülkadir Keskin (puntate 503-667), interpretato da Erkan Bektaş, doppiato da Stefano Thermes.
- Vahap Keskin (puntate 551-667), interpretato da Ergün Metin, doppiato da Giuseppe Ippoliti.
- Haşmet Çolak (puntate 577-667), interpretato da Altan Gördüm, doppiato da Luca Biagini.
- Füsun Arman (puntate 20-667), interpretata da Yeliz Doğramacılar, doppiata da Roberta De Roberto.
- Adnan Yılmaz Yaman, nato Akkaya (puntate 7-667), interpretato da Ömer Fethi Canpolat (puntate 7-485) e da Ahmet Doğan (puntate 486-667).
- Nazire (puntate 3-510), interpretata da Teksin Pircanli, doppiata da Germana Savo.

### Personaggi ricorrenti
- Cengaver "Cengo" Çimen † (puntate 2-163), interpretato da Kadim Yaşar, doppiato da Francesco Fabbri.
- Zeynep Yılmaz, in Fekeli (puntate 635-667), interpretata da Ümit Beste Kargın, doppiata da Silvana Sodo.
- Vēli Erdönmez † (puntate 1-53), interpretato da Mustafa Açılan, doppiato da Raffaele Proietti.
- Gülsüm, ved. Erdönmez (puntata 1), interpretata da Ayşegül Akdemir.
- Maestro Ayhan † (puntata 1), interpretato da Hikmet Karagöz.
- Naime (puntate 1, 8, 22), interpretata da Şebnem Dilligil.
- Naĝi † (puntata 1), interpretato da Muharrem Bayrak.
- Nigar (puntata 1), interpretata da Aydan Burhan.
- Hüseyin (puntata 2), interpretato da Cüneyt Şen.
- Dottor Aykut (puntate 15-667), interpretato da Uğur İzgi, doppiato da Dimitri Winter.
- Tahir (puntate 250-667), interpretato da Sümer Tekin.
- Sait Ersoy † (puntate 6-71), interpretato da Alp Özgür Yaşin, doppiato da Antonino Saccone.
- Ercüment Akman † (puntate 128-141), interpretato da Rüzgar Aksoy, doppiato da Edoardo Stoppacciaro.
- Nihal Çimen (puntate 9-164), interpretata da Ebru Aytemur, doppiata da Monica Migliori.
- Seher (puntate 9-168), interpretata da Ebru Ünlü, doppiata da Luisa D'Aprile.
- Behzat Hekimoğlu † (puntate 17-32, 156-162), interpretato da Engin Yüksel, doppiato da Riccardo Lombardo.
- Mercan (puntate 25-63), interpretata da Begüm Fil.
- Sevil Hekimoğlu (puntate 26-36, 156), interpretata da Mihriban Er, doppiata da Roberta Pellini.
- Hatip Tellidere † (puntate 140-309), interpretato da Mehmet Polat, doppiato da Alberto Angrisano.
- Naciye Tellidere (puntate 145-316), interpretata da Şirin Öten, doppiata da Irene Di Valmo.
- Jülide Yalçınkaya, in Arcan (puntate 163-316), interpretata da Alayça Öztürk, doppiata da Benedetta Ponticelli.
- Procuratore Savci (puntate 20-667), interpretato da Önder Özcan, doppiato da Dario Follis.
- Adnan Yaman † (puntate 17, 20), interpretato da Osman Kabakçı.
- Inci (puntate 17-24), interpretata da Duygu Karaca.
- Salih (puntata 7), interpretato da Yahya Ekmekçi.
- Nezihe (puntate 26, 48), interpretata da Farah Emine Erdem.
- Emel Akman (puntata 156), interpretata da Funda Pelin Kurt.
- Ramazan (puntate 438-439), interpretato da Erkan Kabakçioglu.

## Colonna sonora
I temi musicali e la sigla della serie sono tutti composti da Aytekin Ataş.
1. Bir Zamanlar Cukurova (Main Title)
2. Edges of a Life (Part 1)
3. Edges of a Life (Part 2)
4. To Love is To Die
5. Of a Shadow
6. Fight For Love
7. O Yar Gelir
8. Barren Lands
9. Away From Home
10. Moth (Strings Version)
11. Old and Familiar
12. Day 1
13. Two Angry Men
14. Adalardan Çiktim Yayan
15. The Journey
16. Day 2
17. Never Ending
18. The Everlasting Moment
19. Old and Familiar (Strings Version)
20. Kimseye Etmem Şikayet
21. The Voice of Silence
22. Day 3
23. Immortal Passion
24. Survival
25. Of a Shadow (Strings Version)
26. Sharpening Stone
27. Sorrow
28. Adanali (Intro)
29. Adanali
30. The Knife
31. Homeland
32. O Yar Gelir (Instrumental)
33. Remenbrance
34. Day 4
35. Moth (Harmonica Version)
36. Raid (Part 1)
37. Raid (Part 2)
38. Trapped
39. Kimseye Etmem Şikayet (Instrumental Version)
40. Memories
41. Time is Running Out
42. Dark Clouds
43. Like Home
44. Unexpected (Part 1)
45. Unexpected (Part 2)
46. The Past
47. Darkness
48. With no Mercy
49. Rage
50. Once Upon a Time
51. Day 5

La sigla italiana è tratta da quella originale della prima stagione, riproducendo solo la parte in cui si inserisce il titolo della serie.

## Produzione
La serie è diretta da Faruk Teber, Murat Saraçoğlu ed Evren Karabıyık Günaydın, scritta da Yıldız Tunç, Atilla Özel, Ayça Üzüm, Melis Veziroglu Yılmaz e Selena Çağlayan e prodotta da Timur Savcı, Burak Sağyaşar, Burak Topuzlu e Turan Bayat, in collaborazione con la società di produzione Tims&B Productions.

### Riprese
La serie è stata girata nelle città di Adana (in particolare nel distretto di Çukurova) e Mersina, in Turchia. Le riprese dell'ospedale nella serie sono state eseguite presso l'ospedale per le malattie del torace di Nusret Karasu. Uno dei luoghi delle riprese è stato il ponte di Varda, situato nel quartiere del villaggio di Hacıkırı nel distretto di Karaisalı (in provincia di Adana).

## Distribuzione
La serie è stata acquistata in oltre 56 paesi in totale: tra essi è inclusa la Spagna, dove ha riscontrato un grande successo in base agli ottimi ascolti. Oltre alla Spagna, la serie è stata acquistata anche da altri stati europei come la Bosnia ed Erzegovina, la Romania, la Slovenia, l'Ucraina e l'Ungheria. Oltre agli stati europei, la serie è stata acquistata anche in Cile, in Cipro del Nord (nell'Asia occidentale), in Messico, in Uzbekistan (nell'Asia centrale), in America Latina e anche da tredici paesi dell'America: in particolare in quella centrale (più precisamente in Uruguay) e in quella meridionale (più precisamente in Colombia, Paraguay e Perù).

### Edizione italiana
In Italia le puntate vengono suddivise in tre puntate da 45-50 minuti, come prevede la versione europea, mentre dal 14 novembre 2022 la rete ha ridotto la durata delle puntate a 15-25 minuti. 

## Riconoscimenti
Ayakli Gazete TV Stars Awards
- 2021: Candidatura come Miglior attrice a Hilal Altınbilek[57]
- 2021: Candidatura come Miglior attore non protagonista a Kerem Alışık[58]

Golden Palm Awards
- 2019: Candidatura come Miglior serie televisiva drammatica a Burak Sağyaşar e Timur Savcı[59]
- 2019: Candidatura come Miglior attore in una serie televisiva a Uğur Güneş[59]
- 2019: Candidatura come Miglior attrice in una serie televisiva a Hilal Altınbilek[60]

International İzmit Film Festival
- 2020: Candidatura come Miglior attrice a Vahide Perçin[61]
- 2020: Candidatura come Miglior attrice a Hilal Altınbilek[61]
- 2020: Candidatura come Miglior attore a Murat Ünalmış[61]
- 2020: Candidatura come Miglior serie televisiva per Terra amara (Bir Zamanlar Çukurova)[61]
- 2020: Candidatura come Miglior regista a Murat Saraçoğlu[61]
- 2020: Candidatura come Miglior sceneggiatura a Yıldız Tunç, Atilla Özel, Ayça Üzüm, Melis Veziroglu Yılmaz e Selena Çağlayan[61]
- 2020: Candidatura come Miglior attore non protagonista a Kerem Alışık[61]

Pantene Golden Butterfly Awards
- 2019: Premio come Miglior musica per serie televisiva ad Aytekin Ataş[61]
- 2019: Premio come Miglior serie televisiva per Terra amara (Bir Zamanlar Çukurova)[61]
- 2019: Candidatura come Miglior attore a Kerem Alışık[61]
- 2019: Candidatura come Miglior attrice a Hilal Altınbilek[61]
- 2019: Candidatura come Miglior regista a Murat Saraçoglu[61]

Premio Golden Caretta, Cipro del Nord
- 2022: Premio come Miglior attrice non protagonista a Polen Emre[62]
- 2022: Premio come Miglior attrice non protagonista a Yeliz Doğramacılar[62]
- 2022: Premio come Miglior attrice non protagonista a Sibel Taşçıoğlu[62]

PRODU Awards
- 2020: Premio come Telenovela in lingua straniera per Terra amara (Bir Zamanlar Çukurova)[63]
- 2020: Premio come Miglior attrice in una serie straniera a Vahide Perçin[63]

Seoul International Drama Award
- 2019: Candidatura come Miglior serie drammatica a Timur Savcı, Burak Sağyaşar e Tims&B Productions[64]

Turkey Brand Awards
- 2019: Premio come Miglior attore dell'anno a Murat Ünalmış[61]

Turkey Youth Awards
- 2020: Premio come Miglior attrice televisiva non protagonista a Selin Yeninci[65]
- 2020: Candidatura come Miglior serie televisiva per Terra amara (Bir Zamanlar Çukurova)[61]
- 2020: Candidatura come Miglior attrice televisiva a Hilal Altınbilek[61]
- 2020: Candidatura come Miglior attore televisivo a Murat Ünalmış[61]
- 2020: Candidatura come Miglior attrice televisiva non protagonista a Selin Genç[61]
- 2020: Candidatura come Miglior attore televisivo non protagonista a Bülent Polat[61]